# 팔레지유-리스 철도
팔레지유-리스 철도(Palézieux–Lyss railway)는 스위스 로만디에 있는 스위스 연방 철도(SBB)의 단선 표준궤 노선이다.
케르체르스의 남쪽 부분은 때때로 파예른역에서 교차하는 두 개의 선 중 하나를 형성하는 것으로 간주되며. 프랑스어로 브루아선(Ligne de la Broye) 또는 독일어로 브로예선(Broyelinien) 또는 브로예 계곡선(Broyetallinien)으로 불린다. 팔레지유-리스 철도에는 브로예 종단 (팔레지유 -파예른- 무르텐 - 케르체르스)이 포함된다. 프리부르-이베르동 철도는 브루아강 횡단(이베르동레뱅- 파예른-프리부르)을 형성하는 것으로 간주된다. 노선은 브루아강의 이름을 따서 명명되었다. 보주와 프리부르주를 통과하는 이 강은 총 10회에 걸쳐 주 경계를 넘어 간다.

## 역사
노선은 두 단계로 개설되었다.
- 1876년 6월 12일: 무르텐-케르체르스-리스,
- 1876년 8월 25일: 무르텐 – 팔레지유

팔레지유와 프레쉘즈 사이의 노선은 이미 이베르동을 경유하는 쥐라 풋 철도와 프리부르를 경유하는 로잔-베른 철도를 운영하고 있던 서부 스위스 철도(Chemins de fer de la Suisse Occidentale)의 소유였다. 쥐라 베르누아 또한 1876년 6월 12일에 프레쉘즈와 리스 사이에 구간을 개설하여 무르텐-케르체르스-리스 구간이 두 회사가 소유하고 있었지만, 같은 날 운영을 시작했다. 두 개의 기존 노선과의 경쟁과 집수 지역의 시골 특성은 팔레지외-리스 철도가 보조 노선의 지위를 넘어서는 것을 결코 허용하지 않았다. 철도 회사의 다양한 합병으로 인해 1903년 설립 당시 스위스 연방 철도가 이 노선을 전부 소유하게 되었다.
대부분의 노선은 1944년에서 1947년 사이에 전철화되었는데, 이는 스위스 표준에 따라 늦은 것이며, 낮은 교통량을 반영한다. 무르텐- 문텔리에 구간은 1903년에서 1947년 사이에 프리부르-모라-아네 철도(FMA) 열차에 대해 측면 접촉 3차 레일을 사용하여 750V로 이미 전철화되었다.
팔레지유-파예른 구간은 레만 익스프레스 네트워크에 S21 노선으로 포함된다.

## 경로
팔레지유-케르체르스 루트는 주로 북동쪽 방향으로 진행되며 항상 브루아강을 따라 모라호까지 이어진다. 또한 노선의 유일한 터널이 있는 무동의 첫 번째 구간에서 최대 경사는 1.9%이다. 그 후에 노선이 더 평평해진다. 케르체르스역 입구에서 베른-뇌샤텔 철도는 경사면에서 예각으로 교차한다. SBB와 BLS가 공동으로 운영하는 역 자체는 2003년과 2005년 사이에 근본적인 재건 작업을 거쳤다. 1896년에 지어진 기계식 신호 상자는 박물관으로 보존되어 있다.